# Melchor Ferrer
Melchor Ferrer Dalmau, né à Mataró le 27 novembre 1888 et mort à Valence le 7 juin 1965, est un écrivain, journaliste et historien espagnol, militant actif du carlisme.
Il dirigea et collabora dans un grand nombre de revues et de publications traditionalistes, et écrivit de nombreuses œuvres de caractère historique sur le carlisme. Il est surtout connu comme auteur principal d'une série de 30 volumes intitulée Historia del Tradicionalismo español (« Histoire du traditionalisme espagnol »), considérée comme le principal ouvrage de référence en la matière, avec Historia del Carlismo (« Histoire du carlisme ») de Román Oyarzun. Il est également connu pour son travail de journaliste, rédacteur en chef d'un quotidien national et de quotidiens traditionalistes locaux, et contributeur à plusieurs autres. Sur le plan politique, ce ne fut jamais une figure très exposée, même s'il fut périodiquement membre de l'exécutif du parti, et lors des conflits internes au parti au début des années 1960, son soutien a peut-être été décisif la balance en faveur de la faction progressiste.

## Famille et jeunesse

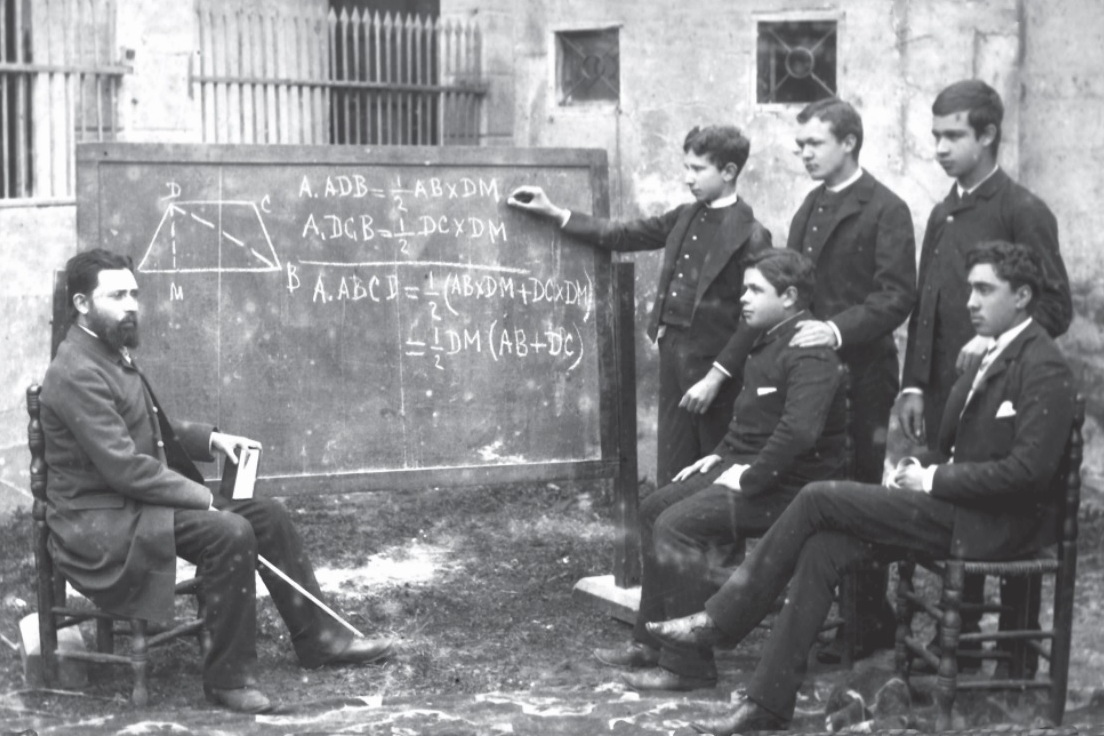
Le père de Melchor, Antonio Ferrer Arman, enseignant au collège des Maristes Valldemia de Mataró en 1870.

« Ferrer » figure parmi les noms de familles les plus courants et les plus anciens de Catalogne. La présence d'individus le portant à Mataró est connue depuis le XIVe siècle — des membres du patriciat urbain — et plusieurs de ses représentants furent par la suite connus comme membre de la bourgeoisie catalane émergente, notamment dans le secteur banquier, cependant on ignore à quelle lignée se rattache Melchor. On sait peu de choses de son grand-père, Antonio Ferrer, un artisan du textile (cordonero) ; il est peut-être apparenté à Pelegrín Ferrer, qui après un séjour à Cuba rentra à Mataró et fut le premier directeur de l'établissement scolaire secondaire nouvellement fondé des Maristes Valldemia (ca), dirigé par les Piaristes, où le père de Melchor Antonio travailla et Melchor lui-même étudia.
Le père de Melchor, Antonio Ferrer Arman (1845 [?]–1899), fit des études d'ingénieur à Barcelone puis devint enseignant dans l'établissement des Maristes Valldemia (ca) à Mataró. Pendant la troisième guerre carliste, il se rangea du côté des légitimiste et se porta volontaire au combat ; il atteignit un grade d'officier et servit sous le commandement de Rafael Tristany. De retour à Mataró au milieu des années 1880, il devint le premier directeur de la nouvelle Escuela de Artes y Oficiales et resta à ce poste jusqu'à sa mort, enseignant également les mathématiques. Dans les années 1890, il fut également cofondateur de l'Associació Artístich-Arqueológica Mataronesa (« Association artistico-archéologique de Mataró »). Il fait partie des cercles intellectuels locaux de Mataró qui contribuèrent au développement du catalanisme catholique conservateur dans la région, collaborant par exemple avec Josep Puig i Cadafalch. Ferrer Arman épousa Teresa Dalmau Gual, originaire de Matanzas (Cuba) mais également issue d'une famille d'origine catalane, ayant peut-être une entreprise travaillant dans le commerce maritime avec l'île[réf. nécessaire].

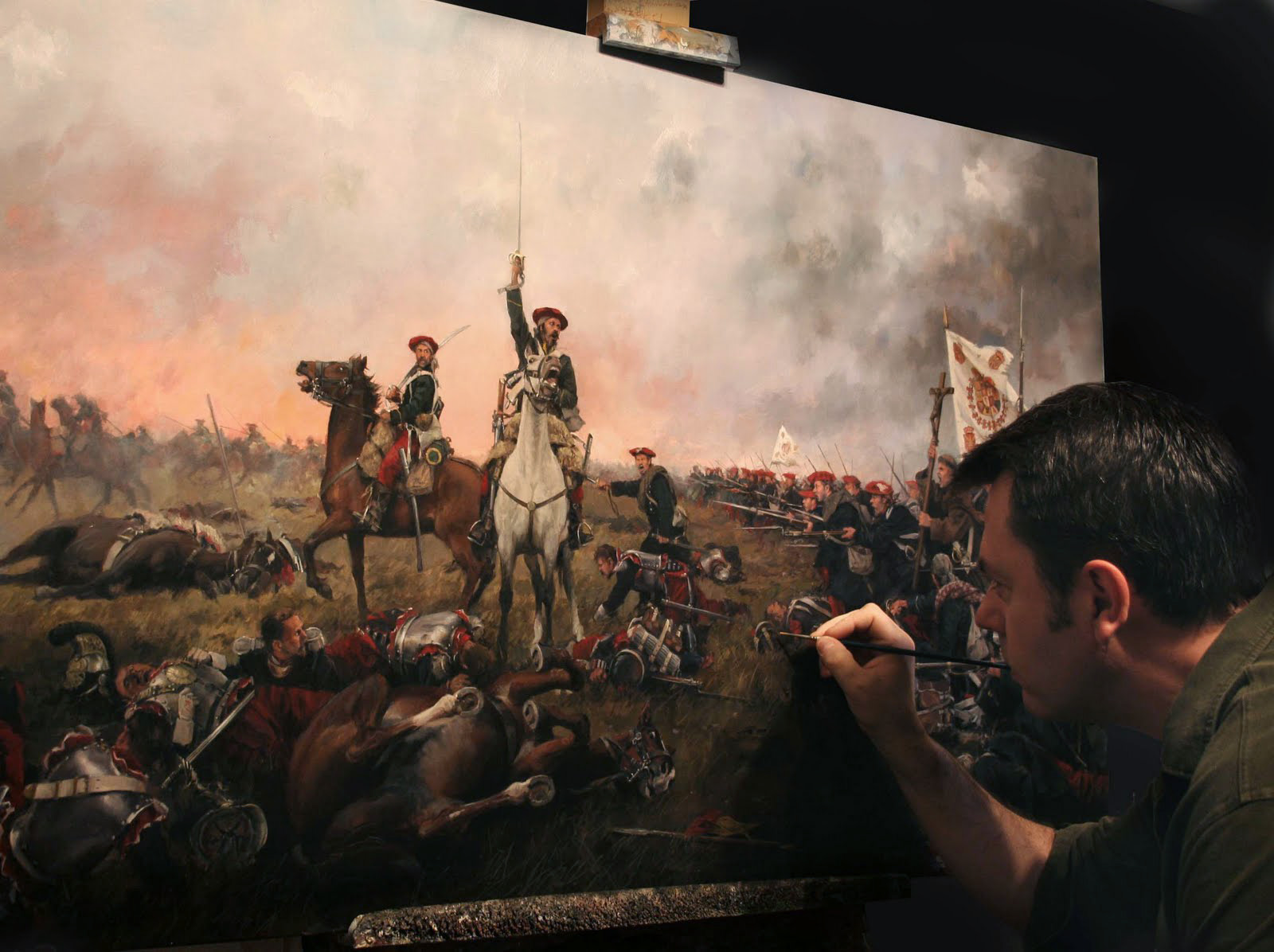
Augusto Ferrer-Dalmau en 2013.

Le couple eut au moins 4 enfants, dont 4 garçons défendirent les valeurs catholiques et traditionalistes dont le milieu familial était imprégné. Melchor commença des études secondaires au collège piariste de Mataró puis dans un lycée de Barcelone. Comme ses frères, il suivit une formation d'ingénieur et reçut une formation technique à l'École d'ingénieurs textiles et industriels de Terrassa. En 1910, il entama une coopération avec des revues catalanes. En 1920, il épousa Paquita Rubio García, issue d'une famille de militaires. Le couple n'eut pas d'enfant, mais Melchor et sa belle-sœur  Elvira Bonet eurent un fils, Xavier Ferrer Bonet, qui devint plus tard militant et écrivain du Parti carliste. Augusto Ferrer-Dalmau Nieto, peintre réaliste spécialisé dans les thèmes militaires historiques, est l'arrière-petit-fils du frère de Melchor.

## Restauration

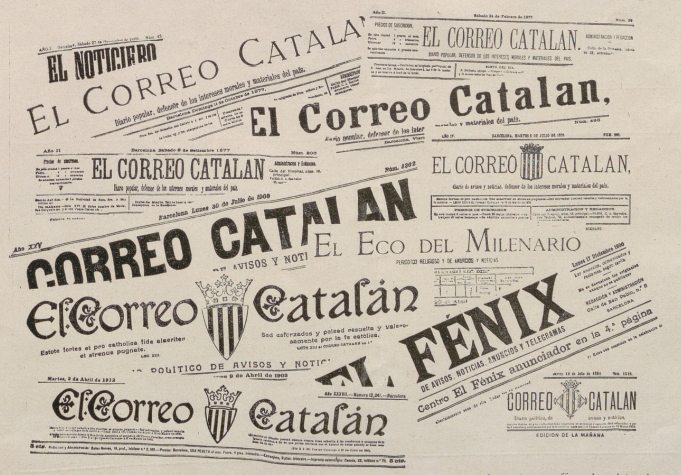
En-têtes d'El Correo Catalan

Melchor s'engagea dans le carlisme dès sa jeunesse. Lors de ses études universitaires, il rejoignit la section barcelonaise de la Juventud Tradicionalista, organisation de jeunesse traditionaliste. Il manifesta très tôt un intérêt pour la communication en général et participa à des publications périodiques. Engagé dans la Section de presse du parti carliste et devenu président de la sous-section de ventes, il soutint les ventes de journaux traditionalistes au-delà des canaux de distribution habituels. et était membre du Comité directeur de la section de propagande. Après des contributions mineures dans des bulletins de communication du mouvement, il entra officiellement en 1910 dans le comité de rédaction d’El Correo Catalán (es), quotidien barcelonais et porte-parole carliste régional. Il continua à travailler pour ce journal jusqu'en 1914.
En 1914, fortement influencé par Charles Maurras et admirateur de l'Action française, il décida de rejoindre l'armée française et de combattre les Allemands dans la Première Guerre mondiale. Selon la presse contemporaine, à cause de la position pro-allemande du Correo et à la suite d'une dénonciation anonyme, il fut arrêté ; présumé espion, il fut soumis à une cour martiale de Lyon ; il échappa à une condamnation et fut affecté à la Légion étrangère, sort qu'il accepta avec résignation. Rafael Gambra nie l'épisode de l'arrestation et affirme que Ferrer se porta volontaire dans la légion. Quoi qu'il en soit, Ferrer servit dans la Légion étrangère en Champagne et devint sous-officier, avant d’être libéré en 1918.

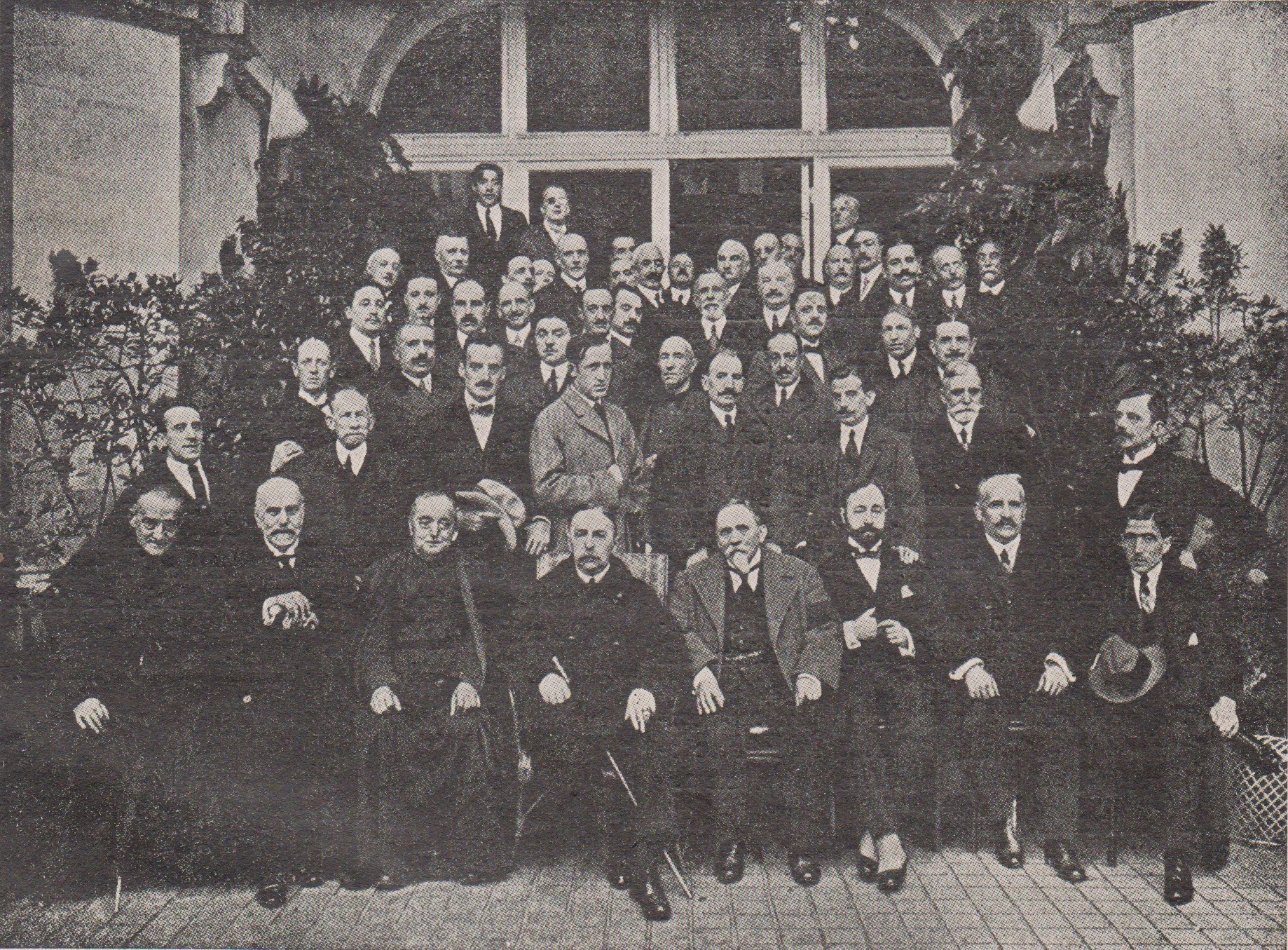
Magna Junta de Biarritz, 1919.

Fin 1918 et début 1919, Ferrer passa quelque temps à Paris, où il entra dans l'entourage du prétendant carliste Jacques de Bourbon (don Jaime). Les deux hommes trouvèrent un terrain d’entente, peut-être facilité par leur francophilie commune. En conséquence, à son retour en Espagne au printemps, Ferrer fut nommé directeur politique du quotidien madrilène El Correo Español, porte-parole national du carlisme ; il fut chargé d'assurer la loyauté du journal, jusqu'ici contrôlé par les dissidents mellistes. Largement inconnu hors de Catalogne(Oyarzun 2008, p. 497), certains poids lourds du carlisme soupçonnèrent des manigances de la part du secrétaire de don Jaime, Melgar, et demandèrent une confirmation, ce qui permit finalement à Ferrer de rester son poste. Il remporta du succès dans la mission qui lui était confiée ; bien que la défection des mellistes représentât une lourde perte dans les rangs carlistes, El Correo resta fidèle au prétendant. Ferrer resta en contact étroit avec lui ; il se rendit à Paris pour le consulter et, fin 1919, participa au grand rassemblement connu sous le nom de Magna Junta de Biarritz en représentation de la Nouvelle-Castille. Il effectua également une tournée en Espagne, pour essayer de sauver ce qui restait de l'organisation carliste très affaiblie. Le mandat de Ferrer au Correo se prolongea jusqu'au milieu des années 1920.

## Dictature, République et Guerre

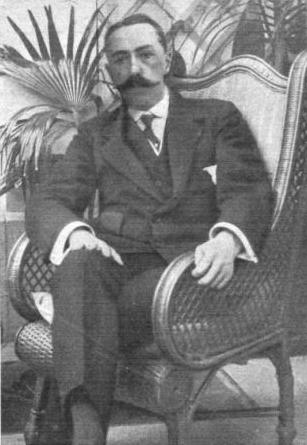
Don Jaime en 1918.

Il ne semble pas que Ferrer ait quitté Correo à cause de divergences avec le prétendant carliste ; au contraire, dans le mouvement en proie à des défections et considéré comme mort par certains il resta parmi les plus fidèles et tenta de contenir les attaques des mellistes. Dans les années 1920 il devint secrétaire particulier personnel de don Jaime lui-même. Il continua de contribuer dans plusieurs quotidiens et périodiques, y compris français. Certains historiens suggèrent qu'il aurait pu être impliqué dans les efforts visant à faire la promotion des Requetés à travers l'Espagne et qu'il a pu participer à des préparatifs pour organiser un coup d'État carliste opposé à la dictature de Primo de Rivera, finalement annulé à La Seu d'Urgell en 1928 ; Ferrer lui-même ne parle pas de son implication dans ce complot mais mentionne son frère aîné Antonio. Ferrer resta secrétaire de don Jaime jusqu'à la mort de ce dernier fin 1931,.
À la fin des années 1930, Ferrer assuma la direction de El Diario Montañés, un quotidien conservateur de Santander de tendance traditionaliste. En 1931, il publia à Santander l'un de ses rares ouvrages théoriques et écrivit des articles dans la revue Tradición de la même ville, dontcertains constituent ses premières incursions dans le domaine de l'histoire, comme un article sur les titres aristocratiques concédés par les monarques carlistes ou un résumé de la direction politique du parti au cours du demi-siècle précédent.
Au début de 1935, Ferrer quitta la Biscaye pour s'installer en Andalousie, où il prit la direction du quotidien local El Eco de Jaén (es) (« L'Écho de Jaén »). Journal de création récente, il succédait en fait au traditionaliste El Pueblo Católico, publié depuis 1893, qui après avoir subi des changements de propriétaires finit par fermer, pour reparaître sous un nouveau nom. Lorsque Ferrer prit la relève, le quotidien était encore influencé par sa ligne éditoriale intégriste antérieure ; Ferrer l'intégra pleinement à l'orthodoxie carliste et le transforma en un journal moderne. Il soutint la montée en puissance carliste en assistant aux réunions locales et en mobilisant des soutiens. Un auteur affirme que la tentative de coup d’État nationaliste de 1936 le prit par surprise. El Eco de Jaén fonctionna jusqu'à la fin juillet, date à laquelle ses locaux furent saccagés, puis il devint le porte-parole du Front populaire local. Ayant perdu son emploi, Ferrer fut victime de persécultion mais survécut à la terreur révolutionnaire. Après presque trois ans passés dans la zone républicaine, Jaén fut finalement pris par le camp nationaliste fin mars 1939.

## Début du franquisme

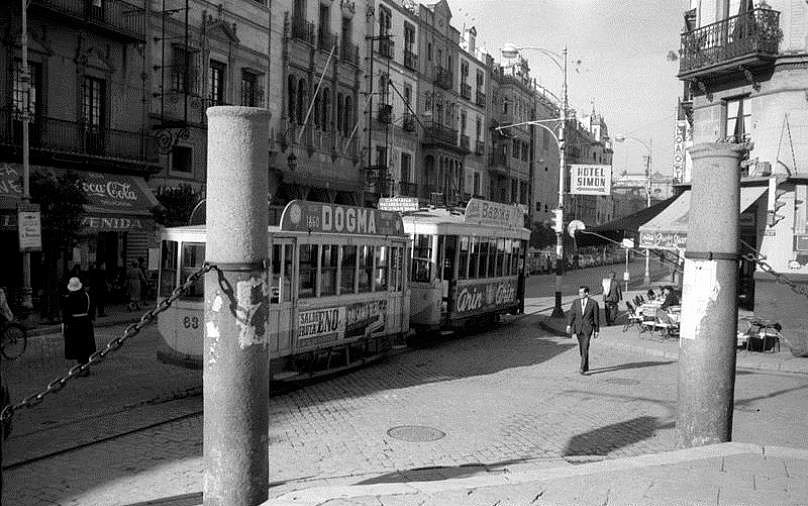
Avenue de la Constitution de Séville en 1954.

Peu de temps après la prise de Jaén, Ferrer s'installa à Séville ; le quotidien carliste local La Unión (es) fut soumis à une lourde censure et son directeur Domingo Tejera (es) en céda la direction à Ferrer dans l'espoir d'épargner le journal. Cependant, les autorités franquistes étaient déterminées à ne pas tolérer les titres de partis dissidents et La Unión ferma le 31 décembre 1939. La position de Ferrer vis-à-vis du régime s'aggrava lorsqu'il refusa d'adhérer au nouveau parti d'État, FET y de las JONS, et à ses structures de presse syndicales ; en conséquence, sa licence de presse lui fut retirée en 1941. À une époque indéterminée, il assuma des fonctions d'enseignant à l'École nautique de San Telmo (es) de Malaga et à des cours préparatoires aux examens d'entrée aux académies militaires. C'est au début des années 1940 qu'il commença à publier Historia del tradicionalismo español, série qui fut une source de revenus mais qui lui conféra aussi en quelques années un important prestige au niveau national.
À partir du milieu des années 1940, Ferrer participa à la reprise des réunions du Consejo Nacional, l'exécutif national carliste. La nature de ses activités n'est pas claire, car il n'occupa pas occupé de postes officiels dans les structures du mouvement ; elles étaient probablement liées à son amitié personnelle avec le leader carliste Manuel Fal Conde, résidant également à Séville. Confronté à la fragmentation et à la confusion croissantes parmi les traditionalistes, Ferrer maintint une loyauté totale envers le régent don Javier et utilisa sa plume pour combattre les factions concurrentes. Son opuscule de 1946 , Observaciones de un viejo carlista a unas cartas del Conde de Rodezno, s'adressait aux défenseur de don Juan — l'héritier de la lignée alphonsine — comme héritier carliste légitime. En 1948 il publia Observaciones de un viejo carlista sobre las pretensiones de un Príncipe al trono de España, dirigé contre le carloctavisme, dans lequel il menait une défense à outrance de la régence dans un registre parfois insultant ; Ferrer tournait « Charles VIII » et sa cause, la qualifiant de « farse de carlo-copinage qui cache un carlo-fascisme d'occasion »  (farsa carloenchufista que encubre un carlofascismo de ocasión). Prenant acte de l'apparente stabilisation du régime, en 1949 Ferrer préconisa un changement de stratégie carliste, suggérant de fomenter la mobilisation populaire plutôt que de courtiser des généraux potentiellement rebelles.

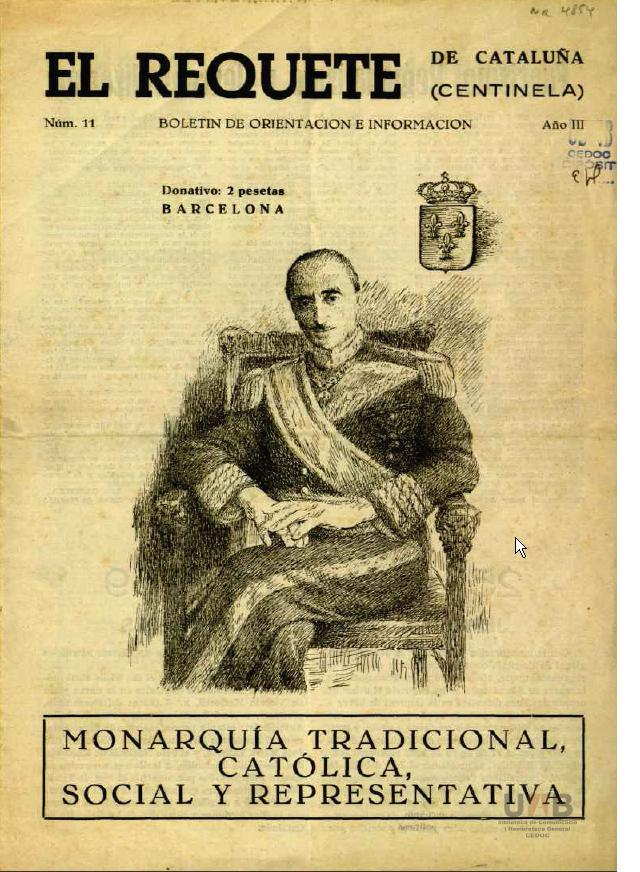
Le prétendant Javier Ier, en une du périodique El Requeté de Cataluña (juillet 1959).

Ferrer collabora à la préparation de documents, rendus publics lors du Congrès eucharistique de Barcelone en 1952, qui reconnaissaient don Javier comme monarque légitimiste. Dans cette période Ferrer est connu pour sa fidélité inébranlable aux Bourbon-Parme ; on lui attribue un livret anonyme publié en 1955 et distribué par les jeunes étudiants carlistes principalement à Madrid. Conçu comme une réponse à la rencontre antérieure de Franco avec don Juan et aux perspectives émergentes d'une restauration alphonsistes, le livret dénonçait une telle possibilité de trahison à l'esprit du soulèvement de juillet 1936 (es), qu'il présentait comme résultat d'un pacte entre les carlistes et l'armée,.

## Après 1955

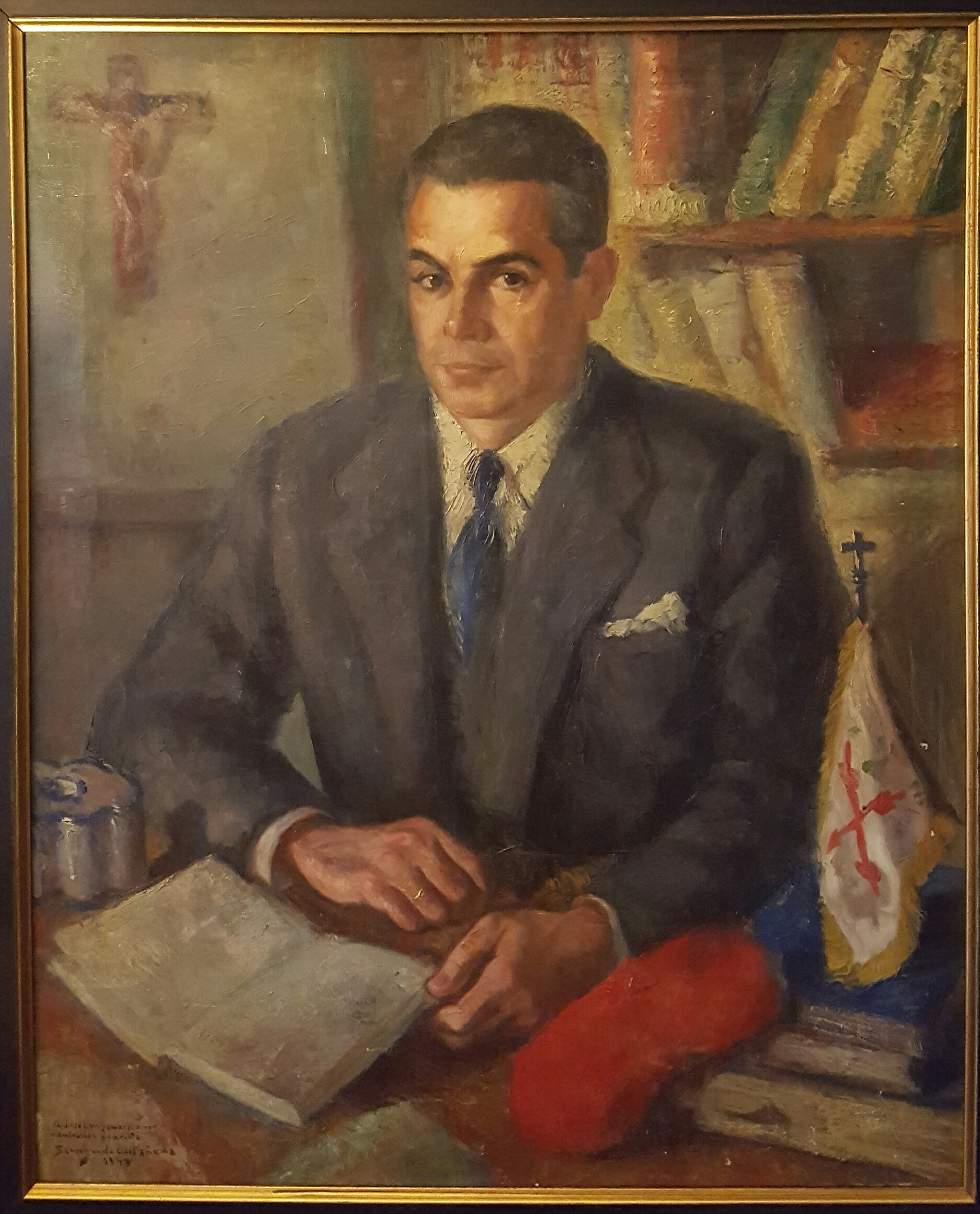
Zamanillo

Ferrer était très inquiet du limogeage de Fal Conde de la direction politique en 1955 et du virage collaborationniste du carlisme,. Lors d'une réunion de l'exécutif en 1956, il mit en garde contre une prochaine manœuvre franco-juaniste baptisée Plan Artajo,, mais il resta totalement fidèle au prétendant, à la nouvelle stratégie qu'il défendit et au nouveau chef du parti, José María Valiente, avec qui il resta en assez bons termes. À la fin des années 1950, la production historiographique cumulée de Ferrer commença à être considérable et lui valut un énorme prestige dans les rangs du parti. Cela se reflète dans sa présence continue aux réunions de l'exécutif ; en 1960, on lui confia même la rédaction d'une sorte de règlement pour l'organisation des séances du Conseil national. En 1961, il entra dans une nouvelle Commission de culture ; à mesure que la censure s'assouplit, il contribua à l'organe de la Comisión, Reconquista, aux bulletins des Cercles Vázquez de Mella et à d'autres nouveaux périodiques comme Montejurra.
Jusqu'au début des années 1960, l'impact réel de Ferrer sur le carlisme politique resta marginal ; sa position était plutôt celle d'un patriarche, peu impliqué dans les affaires quotidiennes. Cela changea lorsque les divergences entre la vieille garde traditionaliste et la jeunesse carliste peu orthodoxe se firent plus visibles. Ferrer tendait à se ranger du côté de ces derniers, guidé non pas tant par leurs innovations théoriques que par leur loyauté absolue et inconditionnelle envers les Bourbon-Parme. En 1961, il s'opposa aux tentatives de création d'un conseil de coordination de la propagande carliste impulsées par des orthodoxes préoccupés des tonalités idéologiques nouvelles de périodiques comme Azada y Asta. Ferrer resta également en excellents termes avec le chef de l'organisation de jeunesse, le fils aîné de don Javier, Charles-Hugues de Bourbon-Parme, bien qu'il fût initialement perplexe face à son célibat. Lorsque les traditionalistes, menés par José Luis Zamanillo, commencèrent à élaborer une stratégie d'opposition contre les huguistas, Ferrer les affronta sans hésitation. En 1962, il accusa Zamanillo — extrêmement respecté dans les rangs du parti carliste en raison de son passé dans les Requetés — d'inactivité.
En 1963, la confrontation entre les traditionalistes dirigés par Zamanillo et les huguistes dirigé par Massó (es) battait déjà son plein. Ferrer mis son autorité au service de ce dernier et publia un mémorandum accusant Zamanillo et la revue Siempre d'être à l'origine d'un complot juaniste. Se surnommant lui-même « le groom du carlisme », Ferrer déclara qu'il était heureux de garder la porte ouverte pour le départ de Zamanillo, sur un ton agressif et moqueur, fustigeant également d'autres dissidents comme Sivatte ou Cora. Sa position peut-être fait pencher la balance ; Zamanillo fut expulsé et le contrôle du parti passa aux huguistes. Les dernières années de la vie de Ferrer furent marquées par des tentatives visant à renforcer la position de Charles-Hugues. En 1964, il écrivit un livret destiné à démontrer les droits des Bourbon-Parme à la citoyenneté espagnole, document que le prince avait en main lorsqu'il s'entretint avec Franco,. Il rédigea ensuite une analyse défendant leur droit au trône espagnol qui fut utilisée lors d'un grand rassemblement carliste en 1965 à Puchheim, où don Javier confirma sa prétention royale. Ferrer lui-même n'était déjà plus en mesure d'y assister ; il fut récompensé par l'Ordre de la Légitimité Proscrite, une haute distinction carliste décernée par les prétendants.

## Historien

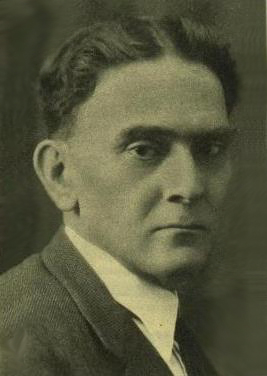

Malgré sa formation d'ingénieur, Ferrer est généralement considéré comme un journaliste<, bien que sa carrière ne soit pas forcément considérée comme réussie. Il ne démontra pas d'intérêt particulier pour l'histoire jusqu'à ce que, au milieu des années 1930, il écrive quelques articles sur le passé carliste en particulier La dirección política de la Comunión Tradicionalista desde 1876 (« La direction politique de la Communion traditionaliste depuis 1876 »). Selon l'historien Jordi Canal, dès ses années d'inactivité à Jaén pendant la guerre civile, il commença à rassembler des matériaux pour une histoire générale du carlisme. Selon d'autres auteurs, il agit sur la suggestion de Fal Conde, qui en 1939 suggéra que pour maintenir l'identité carliste à la suite du décret d'unification qui força la fusion les partis politiques du Movimiento Nacional en une seule entité une histoire générale du carlisme s'avérait absolument nécessaire,. Selon Xosé Ramón Barreiro, Ferrer et ses collaborateurs commencèrent leur travail pour contrer l'Historia de la guerra civil y de los partidos Liberal y Carlista d'Antonio Pirala (es), une étude du XIXe siècle qui, jusqu'en 1939, était le seul ouvrage proposant une histoire globale du mouvement. En 1939, l'ancien militant carliste Roman Oyarzun publia le premier ouvrage historiographique concis du carlisme, Historia del Carlismo, mais son travail fut accueilli de façon mitigée par les carlistes. Beaucoup considéraient le livre d'Oyarzun comme une tentative peu orthodoxe et  le rejetèrent presque entièrement, appelant toujours à l'écriture d'une sorte d'histoire carliste « officielle ».
En 1941, Ferrer et deux autres auteurs sévillans, José F. Acedo Castilla et Domingo Tejera de Quesada, publièrent chez Editorial Católica Española, une maison d'édition locale, le premier volume d’Historia del tradicionalismo español, conçu comme un travail historique général et approfondi sur le carlisme. L'équipe continua à travailler sur d'autres volumes, mais la contribution de chaque membres reste difficile à évaluer ; Tejera mourut en 1944, mais les 11 volumes publiés jusqu'en 1949 furent attribués aux trois auteurs. Lorsqu'Acedo abandonna le carlisme orthodoxe, Ferrer fut désigné comme l'unique auteur du septième volume. Il réussit à maintenir son élan et 18 volumes furent publiés en 15 ans jusqu'en 1956 ; au cours des 5 années suivantes, Ferrer termina les 11 volumes suivants, publiant en 1960 le vint-neuvième volume, dont le récit s'étendait jusqu'en 1931.
Ferrer continua de travailler sur d'autres volumes, mais il mourut avant leur publication. Le philosophe traditionaliste Rafael Gambra attribue ce retard à des problèmes de censure ; finalement, le trentième volume, couvrant la période 1931-1936, fut édité à titre posthume par Enrique Roldán González et publié en 1979, crédité uniquement à Ferrer. Au total , Historia del tradicionalismo español compte environ 9 300 pages ; chaque volume comprend environ 50 à 150 pages d'annexes documentaires et une bibliographie. La série se concentre clairement sur l’histoire militaire du carlisme ; la Première guerre carliste est couverte en 15 volumes et la troisième est traitée en 4 volumes, alors que seuls 5 volumes sont consacrés aux 32 années écoulées entre les deux conflits ; les 33 années de 1876 à 1909 sont abordées dans un seul volume et les 22 années de 1909 à 1931 dans un autre. Une version abrégée de l'ouvrage a été publiée par Ferrer en 1958 sous le titre de Breve historia del legitimismo español.

## Théoricien

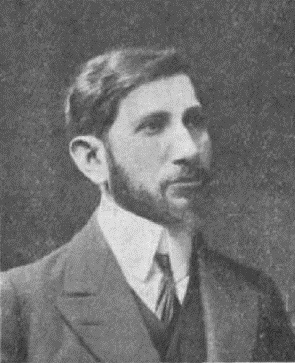
Charles Maurras

Comparés à sa production historiographique, les travaux théoriques de Ferrer sont rares et semblent des écrits de second rang ; ils se résument à deux brochures, Síntesis del programa de la Comunión Tradicionalista Española (1931) et Bases de la Representación (1942), outre une poignée d'articles analytiques disséminés dans les périodiques carlistes des années 1930 et des dizaines de contributions à la presse quotidienne, notamment des éditoriaux pour El Correo Español. Ils démontrent que Ferrer a nourri un penchant pour la théorie politique, mais dans l'histoire de la pensée traditionaliste, il mérite l'attention comme peut-être le cas le plus éminent d'un penseur carliste influencé par le nationalisme intégral de Charles Maurras ; l'impact de l'Action Française est particulièrement évident dans les premiers écrits de Ferrer.
Dès sa jeunesse, Ferrer fut impressionné par les écrits de Charles Maurras ; sa décision de rejoindre l'armée française en 1914 est parfois attribuée à l'admiration de Ferrer pour le Français et les concepts qu'il développait. D'une manière générale, ils incitèrent Ferrer à préconiser le renouvellement du carlisme ; contrairement à beaucoup d'autres, il négligea totalement Vázquez de Mella et considérait le traditionalisme des années 1920 coincé dans le romantisme, une esthétique ancienne et les schémas du XIXe siècle. Son intention était de mélanger traditionalisme et modernité. Plus précisément, Ferrer tenta de redéfinir le rôle de la nation et de l’État dans le cadre théorique carliste. Les deux concepts étaient généralement négligés, voire considérés avec méfiance par les penseurs carlistes. Ferrer les considérait au contraire comme cruciaux dans une vision moderne et s'efforça de leur assurer une position centrale au sein de l'édifice idéologique traditionaliste. Certains chercheurs le considèrent comme un disciple de Domingo Cirici Ventalló et adepte de son « espagnolisme catalan ». En termes d’économie, Ferrer souligna l’effondrement de l’ordre libéral, remis en question par les utopies sociales d’une part et l'étatisme technocratique d'autre part ; il prônait lui-même une  « réorganisation corporative ».
Dans les années 1930, Ferrer suivit le diagnostic de Maurras, selon lequel la France était piégée dans une crise parlementaire permanente, aspirant à un exécutif fort. Il partageait la position antiparlementaire des nazis, tout en déplorant leur nationalisme fondé sur l'appartenance ethnique et leur volonté d'ingénierie sociale ; Ferrer était plutôt proche de la position d'Hugenberg,. Il préférait le fascisme italien, né d'une opposition fondamentale à l'esprit de 1789, au libéralisme et aux droits individuels, et proposant une approche syndicale de nature corporative et plus globale. Cependant, il soulignait que grâce au traditionalisme, l'Espagne n'avait pas besoin de modèles étrangers. Certains y voient le refus de Ferrer d'accepter la « physique sociale » du positivisme comtien, refus se trouvant à la base du nationalisme intégral de Maurras. Admirateur de l'Action Française, Ferrer méprisait sa version espagnole, Acción Española, et accusait les carlistes impliqués dans le projet, en particulier Pradera, de « traditionalisme de courte portée, ». Dédaigneux envers le franquisme naissant, Ferrer le considérait comme un régime anti-traditionaliste. En opposition aux nouvelles Cortes, d'une « origine révolutionnaire », il défendait une représentation basée sur des assemblées régionales, composées chacune de 4 chambres distinctes et construites selon la tradition locale Elles étaient censées à leur tour déléguer les membres du Parlement national dont l'autorité devait se limiter aux questions suprarégionales comme les affaires étrangères, l'armée ou l'argent.

## Réception et héritage

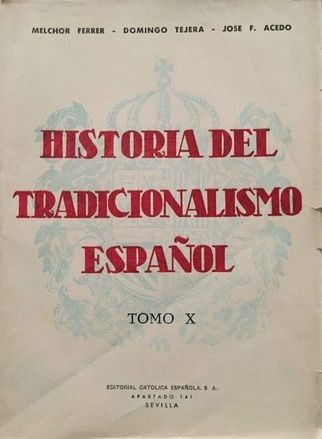

Au moment de la publication du premier volume de son histoire du traditionalisme en 1941, Ferrer était à peine connu au-delà du cercles carlistes catalans et cantabriques ; lorsqu'en 1960 le volume XXIX arriva sur le marché, il était déjà devenue l'autorité en la matière. Malgré des controverses sur le traitement d'épisodes particuliers, l'œuvre fut accepté comme une sorte d'histoire carliste « officielle ». Parmi les historiens, l'accueil qui lui fut réservé fut mitigé ; si l'ampleur du récit de Ferrer suscita le respect, son contenu fit l'objet de beaucoup de réserve. Un collègue carliste, Jaime del Burgo (es), jugea sévèrement que l'approche de Ferrer en matière de bibliographie était excessivement légère et qu'il manquait de critique suffisante sur les sources, ; une inspection rigoureuse a révélé des erreurs flagrantes dans les documents cités et l'historien Josep Fontana a identifié 64 inexactitudes sur seulement 4 pages de l'un des annexes, rendant en 1967 un jugement accablant selon lequel il s'agissait d'« un ouvrage sans aucune valeur scientifique ».
Plus récemment, la série est souvent qualifiée d'ouvrage « monumental, », saluée pour l'exhaustivité de son récit, et de ses compléments documentaires ; il s'agit d'un travail d'une ampleur considérable qui n'a peut-être pas d'équivalent au monde, même comparé à l’immense История Коммунистической партии Советского Союза soviétique. Outre sa grande dimension, les appréciations sur l'ouvrage divergent considérablement. Pour l'historien traditionaliste polonais Jacek Bartyzel (pl), Ferrer est « un Hérodote carliste ». Selon une opinion partagée par plusieurs spécialistes, « personne ne devrait oser écrire une seule ligne sur le carlisme sans consulter Ferrer au préalable ». L'ouvrage est également loué pour sa combinaison d'érudition et de lisibilité. Parmi les carlistes, Ferrer est reconnu pour avoir offert une alternative à la lecture libérale et pour avoir débarrassé l'histoire du mouvement d'imputations injustes.
Hors des milieux traditionalistes, la passion carliste de Ferrer est également retenue contre lui. Compte tenu de la partialité de son travail, il est fréquemment considéré comme le  plus grand historien carliste du traditionalisme,,,,,. Ferrer a été accusé de « sectarisme », présenté comme un « partisan apologétique », « fanatique panégyrique », d'« hagiographe » ou son travail  de « partialité réactionnaire ». D'autres défauts attribués sont une mauvaise maîtrise des sources, une concentration excessive sur les questions militaires, une place trop rare accordée aux aspects sociaux du mouvement, un manque d'intégrité, une exagération des problèmes personnels et une minimisation des différences idéologiques, un récit confus et difficile à suivre, des erreurs factuelles et des annexes difformes. Certains attribuent simplement une « valeur médiocre » à la série , d'autres sont plus sévères et notent que l'ouvrage devrait être éliminée des bibliographies ou ne se réfèrent à Ferrer comme historien qu'entre guillemets. . Plusieurs auteurs soulignent néanmoins que malgré « les énormes critiques reçues », l'ouvrage reste un passage obligatoire et une œuvre de référence fondamentale pour tout étudiant du carlisme,,.

## Œuvres
- Síntesis del programa de la Comunión Tradicionalista Española (Santander, 1931)
- Observaciones de un viejo carlista a unas cartas del Conde de Rodezno (Madrid, 1946)
- La Legitimidad y los legitimistas. Observaciones de un viejo carlista sobre las pretensiones de un Príncipe al Trono de España (Madrid, 1948)
- Documentos de don Alfonso Carlos de Borbón y Austria-Este (Madrid, 1950)
- Antología de los documentos reales de la Dinastía Carlista (Madrid, 1951)
- Escritos políticos de Carlos VII (Madrid 1957)
- Breve historia del legitimismo español (Madrid, 1958)
- Historia del tradicionalismo español (30 tomes, Séville, 1941-1979)